# Cemoro
Cemoro is een bestuurslaag in het regentschap Temanggung van de provincie Midden-Java, Indonesië. Cemoro telt 2078 inwoners (volkstelling 2010).